# Astroceras kermadecensis
Astroceras kermadecensis är en ormstjärneart som beskrevs av Baker 1980. Astroceras kermadecensis ingår i släktet Astroceras och familjen Euryalidae. Inga underarter finns listade i Catalogue of Life.